# 中田はっさく
中田 はっさく（なかた はっさく、1954年 - ）は、日本のお笑い芸人。本名：吉田 拓矢（よしだ たくや）。中野企画所属。かつては松竹芸能に所属していた。

## 来歴
1975年に中田ボタンに弟子入りし、「吉田ハッチ」の名で漫才を始める。後に師匠に破門され、チャンバラトリオの弟子となったと同時に「誠」と改名する。この頃、同じ門下で幼なじみであった真琴（後の宮川花子）と共に男女漫才コンビ「新鮮組」を結成した。解散後は再度ボタン門下となり、「中田ハチ・マキ」を結成するも短期間で解散した。
後に「幸つくる」と再改名しピン芸人を経て、上岡龍太郎の弟子であった大空テントとコンビを組む。後に「中田八作」の名で、草井毛平（後のマットーヤ毛平）とコンビを結成し、『お笑いスター誕生!!』（日本テレビ）などの全国ネットの番組に出演した。コンビ解散後は芸人活動以外にも、マジシャンやイベント司会業、照明スタッフなどにも携わっている。
尚、コンビを組んだ毛平は1990年に、テントは2016年にそれぞれ交通事故に遭遇して事故死している。

## 受賞歴
- NHK上方漫才コンテスト優秀賞（1982年）- 「大空テント・幸つくる」として
  - 1985年にも「毛平と八作」としてノミネートされている。
- ABC新人漫才コンクール新人賞（1984年）- 「毛平と八作」として

## 出演
- お笑いスター誕生!!（日本テレビ）- 「毛平と八作」として
- ザ・テレビ演芸（テレビ朝日）-「毛平と八作」として、勝ち抜けならず。